# 13 Pułk Huzarów (Księstwo Warszawskie)
13 Pułk Huzarów ("Srebrni husarzy") – oddział jazdy polskiej Armii Księstwa Warszawskiego.

## Formowanie
Po raz pierwszy z inicjatywą utworzenia oddziału polskich huzarów wystąpił do Napoleona książę Jan Nepomucen Sułkowski w 1807.
Pułk powstał jednak dopiero w 1809 w Lublinie z poborowych cyrkułów: lubelskiego, zamojskiego, bialskiego i stanisławowskiego. Do 28 grudnia tego roku nosił nazwę 1 Pułk Huzarów Galicyjsko-Francuskich. Oddziały rozmieszczono w: Siedlcach, Węgrowie, Sokołowie i Liwie. Pod koniec 1809 roku pułk liczył 1048 żołnierzy.
Już w grudniu 1809 sztab pułku umieszczono w Siedlcach w oficynie pałacowej (dziś siedziba Archiwum Państwowego), wtedy także Rozkazem dziennym z 23 listopada 1809 1 pułk huzarów przyporządkowano do 1 brygady dowodzonej przez gen. Michała Sokolnickiego, która wchodziła w skład 1 dywizji gen. Józefa Zajączka. Zmieniono też numerację pułku na 13 pułk huzarów.
1 stycznia 1810 pułk wykonał swą pierwszą przysięgę wojskową w Siedlcach. Tego dnia z Lubina do Siedlec przybył gen. Michał Sokolnicki, który w imieniu Księcia Warszawskiego, jako dowódca brygady, przyjął przysięgę od siedleckich huzarów. Generała na rogatkach miasta powitała delegacja, na czele której stał siedlecki komendant placu – kpt. Walenty Oborski. Na uroczystość tę ściągnięto z Liwa, Węgrowa i Sokołowa szwadrony rozłożone na leżach zimowych. Gen. Sokolnicki swe pierwsze kroki w mieście skierował do oficyny pałacowej, w której mieszkał dowódca pułku wraz ze swym sztabem, a mowę powitalną na cześć gościa wygłosił miejscowy komisarz wojenny Szczepan Świniarski. Następnie delegacja spotkała się z władzami samorządowymi i wiceprezesem tymczasowej rady cyrkularnej – Ignacym Cieszkowskim. Po spotkaniu, tak władze wojskowe, jak i cywilne udały się do kościoła św. Stanisława, gdzie w asyście orkiestry pułkowej, odprawiono mszę św. i odśpiewano Te Deum na cześć księcia Fryderyka Augusta.
Dopiero po zakończonym nabożeństwie nastąpił sam akt ślubowania. Przysięgę złożono na ówczesnym rynku, a huzarzy rotę przysięgi powtarzali za mjr Michałem Pągowskim. Po przysiędze żołnierze i siedleccy mieszczanie wznieśli okrzyki ku czci Napoleona, Fryderyka Augusta i gen. Józefa Poniatowskiego. Uroczystości zakończyła musztra pododdziałów, a goście przyjęci zostali obiadem przez dowódcę pułku. Na koniec dnia mieszkańcy obejrzeli pokaz iluminacji świetlnej, wysłuchali koncertu przygotowanego przez siedlecką synagogę, gen. Sokolnicki odebrał od miejscowych Żydów wyrazy uszanowania, a komisarz Piotr Komierowski wydał z własnych środków uroczysty bal.
Sztab i jeden szwadron 13 pułk huzarów w Siedlcach pozostał do wiosny 1812.

## Dowódcy pułku
Pułkiem dowodzili:
- płk Józef Toliński (18 czerwca 1809)
- płk Józef Sokolnicki (od lutego 1813).

## Barwa

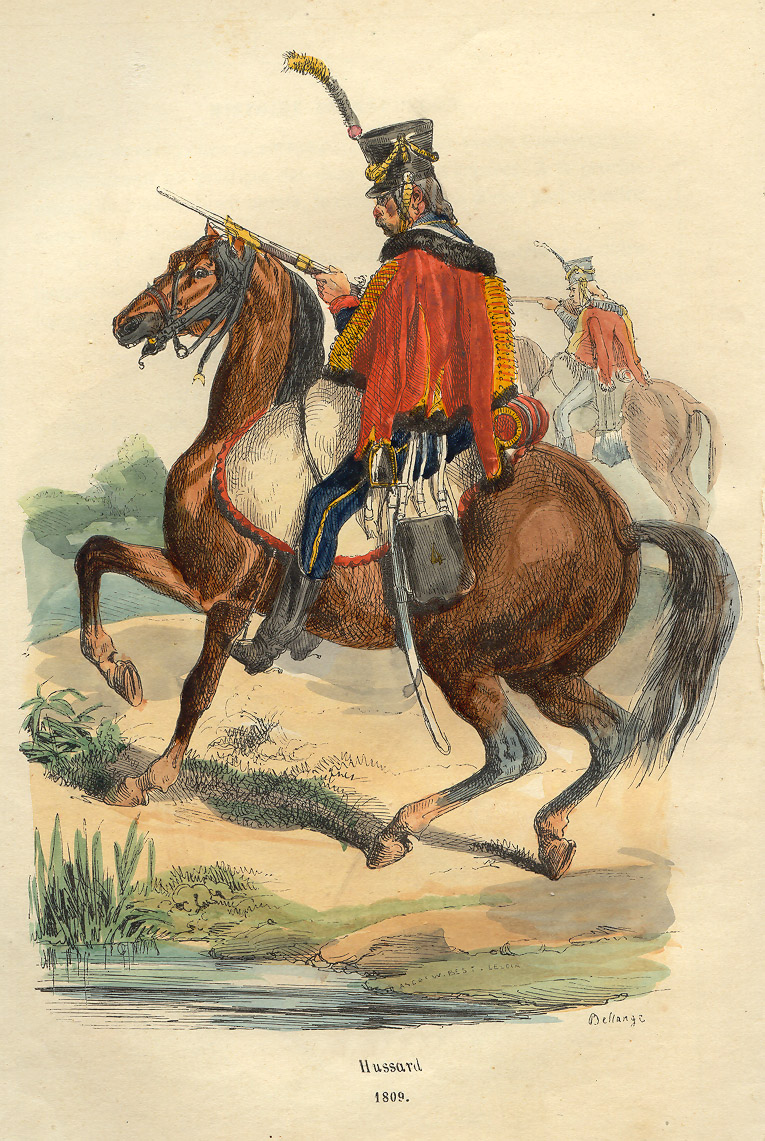
Strój huzara (1809).

Ubiór huzarów w owym czasie należał do najatrakcyjniejszych, a służba w huzarskich pułkach była zaszczytem.
W skład munduru galowego oficera pułku wchodził:
- mentyk – kurtka wierzchnia granatowa, podszyta suknem karmazynowym z obrzeżem z baranka, ozdobiona pięcioma rzędami guzików po 18 lub 20 w rzędzie, szamerowaniami srebrnymi obszyta galonem dookoła i na plecach
- spodnie (rajtuzy) obcisłe, niebieskie z galonem na boku i wyszywane wzorem węgierskim na przodzie w sznytasy z wywijasami lub w kształcie grotu lancy
- buty węgierskie, czarne z przybitymi ostrogami
- czako okrągłe z daszkiem, kokardą, agrafą, kordonami i kitą
- pas srebrno-karmazynowy

Mundur mały składał się z:
- dolmana (doliman) sukiennego z karmazynowym kołnierzem, zapiętego na 5 guzików w trzech rzędach z pętlicami
- rajtuzów z szarego sukna z karmazynowymi lampasami o nogawkach zapiętych na 6 białych guzików

Oficerowie nosili oznaki stopni według systemu francuskiego w formie galonów naszytych na rękawach i wyszycia na przodzie spodni, a przy szabli temblaki plecione z czarnego rzemienia z chwastem ze srebrnej frędzli lub bulionami.
Kompania wyborcza pułku wyróżniała się czakiem (kołpakiem) futrzanym z daszkiem i wierzchem sukna niebieskiego ze szkarłatnymi sznurami i podpinkami metalowymi koloru guzików.
Ubiór huzarów polskich był bardzo podobny do mundurów huzarskich armii nieprzyjacielskich. Aby zapobiec pomyłkom na polu bitwy, dbano o to, by kity na czapkach były wąskie i opadające w dół, odpowiednio pochylone w odróżnieniu od sztywnych i mocno rozbudowanych w innych armiach.
Przynależność narodową podkreślano także karmazynowymi kołnierzami i wyłogami rękawów oraz dużym wizerunkiem orła na szabeltasach, a czasem i na czaprakach.

## Uzbrojenie
Huzarzy uzbrojeni byli w szable różnych typów, przeważnie francuskie wz.1786 z żelazną polerowaną jednokabłąkową rękojeścią w metalowej pochwie. Oficerowie i trębacze wyróżniali się szablami w pochwach pokrytych czarną skórą ze stalowymi okuciami.
Broń palna to pistolety skałkowe wz. 1799 i 1804 oraz karabinki kawaleryjskie wz. 1799.
W 1813 roku huzarzy wyposażeni zostali również w lance.

## Działania wojenne

### Kampania rosyjska
Na wyprawę wojenną w 1812 roku 13 pułk huzarów wyruszył w składzie V Korpusu księcia Józefa Poniatowskiego, stanowiąc wraz z 5 pułkiem strzelców konnych jego przednią straż (20 Brygada Jazdy)
W maju 1812 sztab pułku dołączył w Węgrowie do stacjonującego tam drugiego szwadronu i skierował się do Baranowa.
Pułk szedł na Litwę pod dowództwem płk. Józefa Tolińskiego i posiadał w początku kampanii 33 oficerów, 722 podoficerów i huzarów, 83 konie oficerskie, 717 żołnierskich i 32 pociągowe.

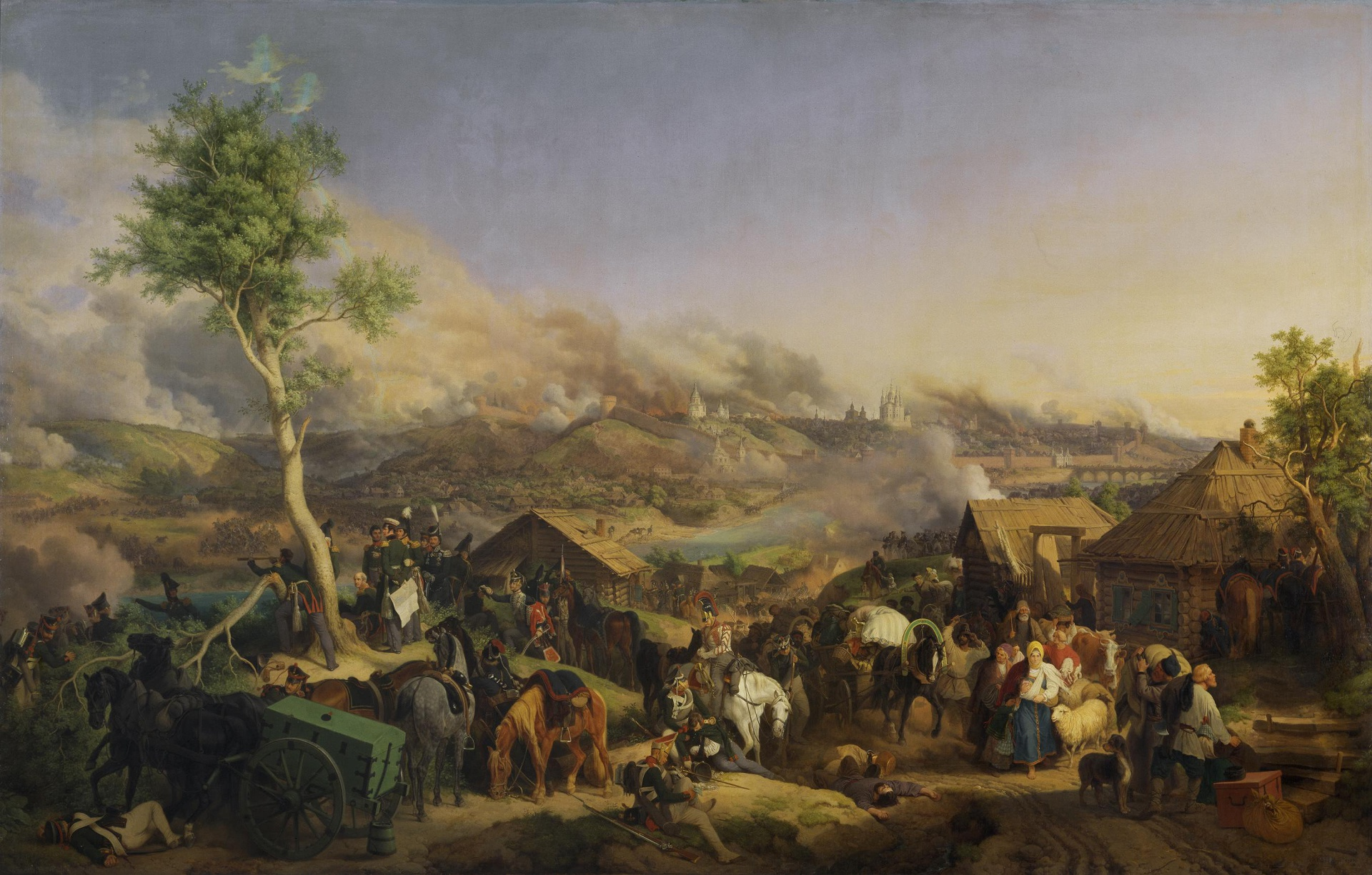
Bitwa pod Smoleńskiem

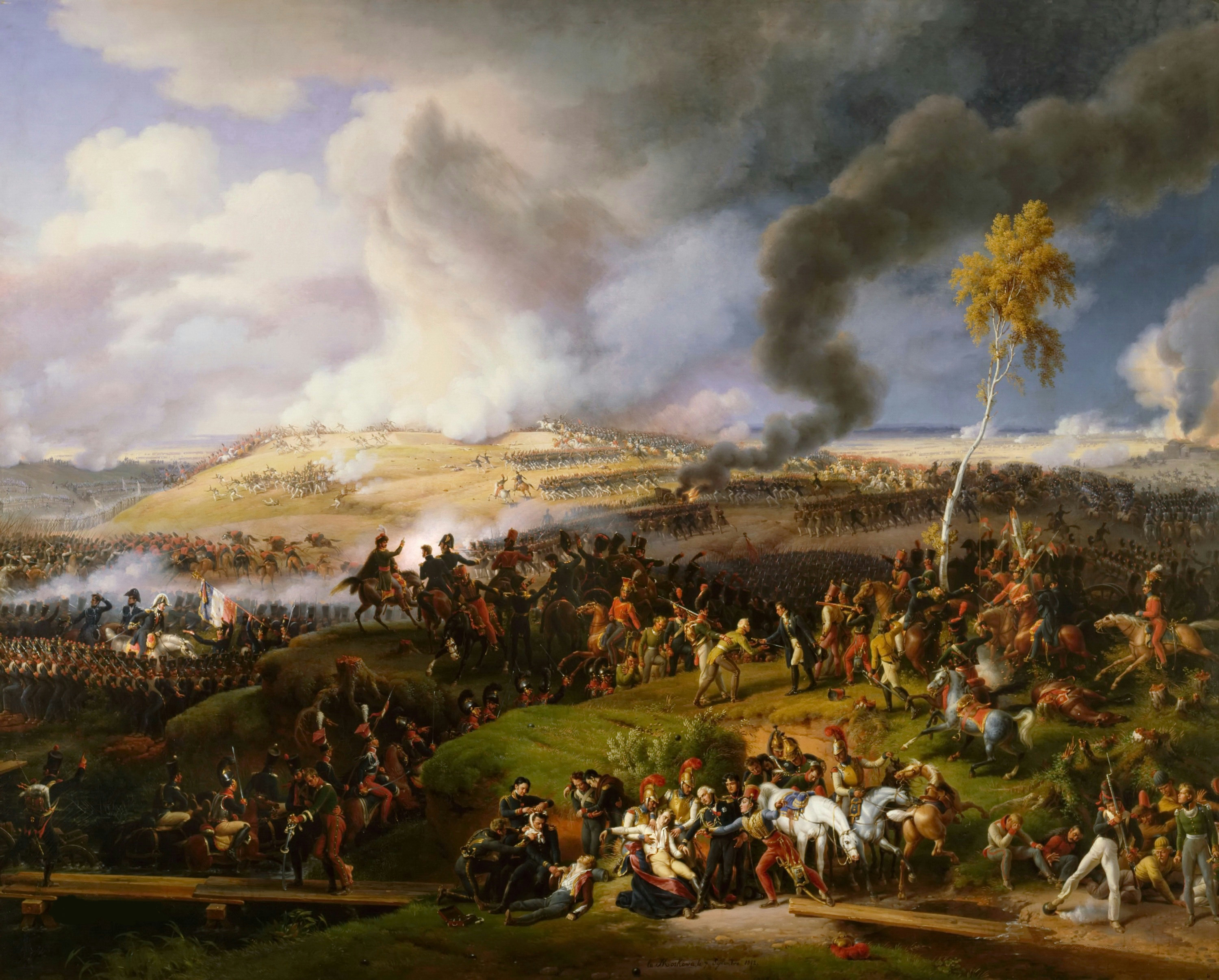
Bitwa pod Borodino

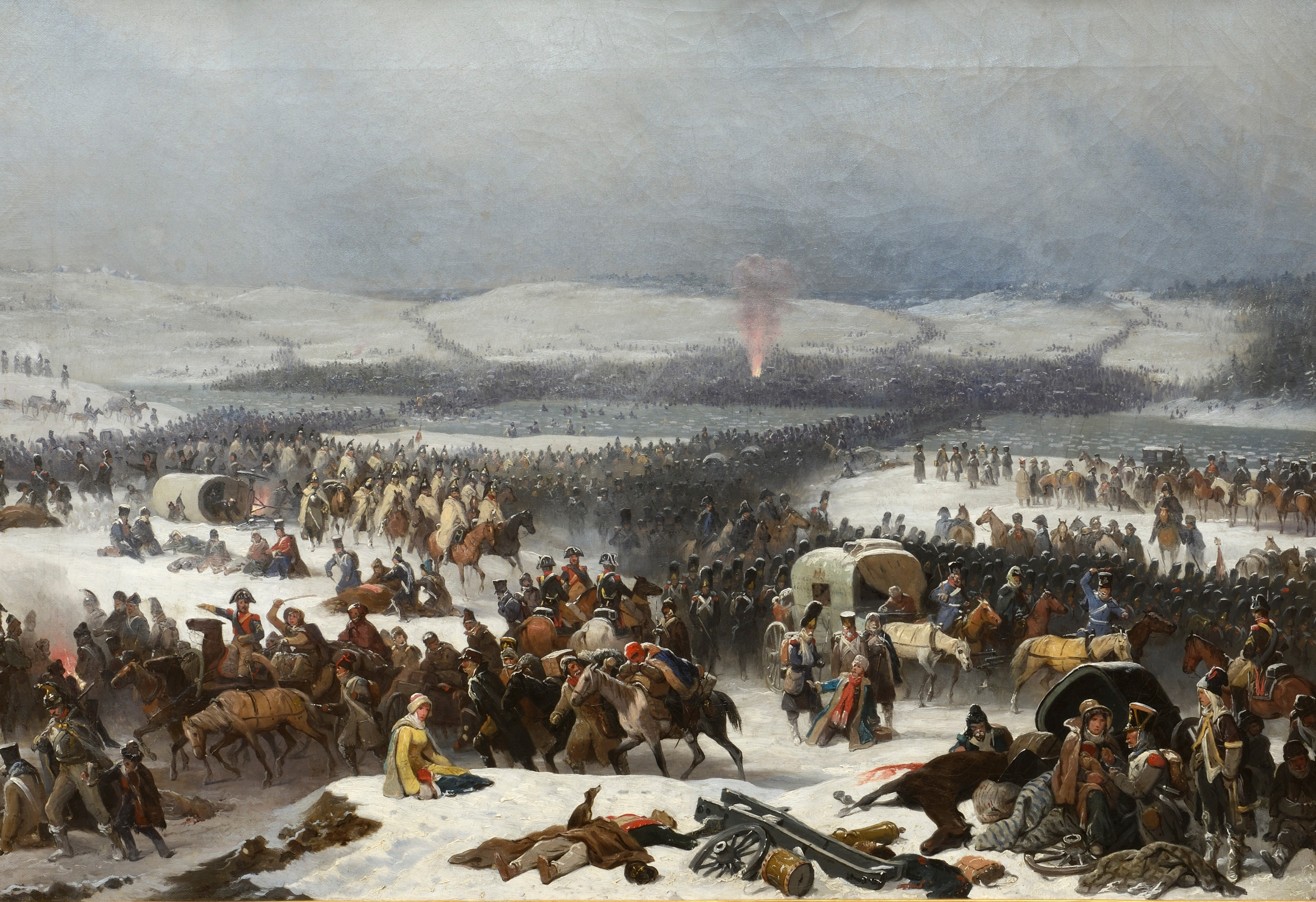
Bitwa pod Berezyną

Będąc w składzie prawego skrzydła wojsk Wielkiej Armii w czasie uciążliwego marszu przez poleskie błota wykonywał zadania rozpoznawcze i ubezpieczające. Do walki wszedł 17 sierpnia pod Smoleńskiem wraz z 3 pułkiem ułanów i baterią artylerii konnej.
Otrzymał zadanie rozbicia nieprzyjacielskiej jazdy osłaniającej podejście do miasta. Wykonywał je, mimo silnego ostrzału z murów twierdzy.
W bitwie pod Borodino pułk był w składzie kawalerii V Korpusu Polskiego, pod wsią Utica. Wszedł do walki około godziny 16.00 i uderzył na lewe skrzydło atakowanego przez piechotę rosyjskiego korpusu generała Karola Baggehuffvuda.
Pułk uszykowany był szwadronami w głąb. W pierwszym rzucie nacierał szwadron kapitana Stanisława Gawrońskiego rozsypany w szeroką, luźną linię. Za nim poszły następne szwadrony wspierane przez 12 pułk ułanów.
Pułk działając w składzie mocno uszczuplonego V Korpusu wziął udział w pościgu za armią Kutuzowa.
29 września uczestniczył w bitwie pod Czirikowem, walcząc z tylną strażą ustępujących wojsk rosyjskich.
Idąc w szpicy, szarżą na leśnej drodze pułk zmusił do odwrotu atakujących kozaków. Po wyjściu z lasu dostał się niestety pod ogień artylerii rosyjskiej pod wsią Spaskuplia. Następnego dnia bił się już pod Woronowem (18 października). 18 października pułk, osłabiony liczebnie i na zmęczonych koniach, atakował czworoboki rosyjskie generała Pawła Strogonowa w przegranej bitwie pod Winkowem nad rzeką Czerniszną.
Resztki pułku huzarów biły się jeszcze w odwrocie pod Drują i Borysowem (21 listopada), nad oblodzonymi brzegami Berezyny.

### Kampanie saksońskie
Po powrocie do kraju pułk zbierał się w i Opatowie. W lutym 1813 pułk wspólnie z 10 pułkiem huzarów, znalazł się w składzie brygady prawej z miejscem postoju w Kole.
W czasie marszu wojsk Księstwa Warszawskiego przez Czechy do Saksonii w maju 1813 pułk maszerował w ostatniej kolumnie, którą dowodził generał Józef Toliński.
Na mocy dekretu cesarskiego z 26 czerwca o organizacji nowego VIII Korpusu Polskiego 13 pułk huzarów wchłonął ocalałych żołnierzy 10 pułku. W ramach reorganizacji wojska kawaleria polska podporządkowana została dowódcy IV Korpusu Jazdy Rezerwowej generałowi Franciszkowi Kellermanowi, który tworzył z polskim VIII Korpusem jedną całość.
13 pułk huzarów liczący 540 szabel pod dowództwem pułkownika Józefa Sokolnickiego wraz z 16 pułkiem ułanów stanowiły 20 Lekką Brygadę Jazdy generała Jana Weyssenhoffa w 8 Dywizji generała Antoniego Sułkowskiego.
Pułk wszedł do walki 19 sierpnia 1813, kiedy to na rozkaz Napoleona VIII Korpus i kawaleria IV Korpusu podjęły próbę odcięcia od armii czeskiej korpusu generała Piotra Wittgensteina.
W czasie manewru na Gabel pułk działając jako szpica penetrował całą okolicę i wraz z 16 pułkiem ułanów atakował strzelców austriackich. Po harcach jazdy rozpoczęła ogień artyleria konna i do ataku ruszyła piechota.
Nieprzyjaciel zmuszony został do odwrotu. Huzarzy wkroczyli wieczorem do Gabel, zorganizowali system posterunków na przedpolach i wspólnie z krakusami patrolowali teren.
W kolejnych dniach huzarzy, osłaniali skrzydło VIII Korpusu i obserwowali ruchy nieprzyjaciela prowadząc rozpoznanie daleko w głąb Czech. Do jej zadań należało też pozorowanie ruchów wojsk poprzez działania demonstracyjne w dzień i paleniem licznych ognisk na opuszczonych pozycjach w nocy.
Do końca sierpnia pułk huzarów wraz z innymi pułkami kawalerii strzegł przejść przez góry przed spodziewanym natarciem wojsk pruskich z południa na Zgorzelec.
Pod naporem przeważających sił nieprzyjaciela, we wrześniu korpus polski cofał się na Lobau. Odwrót osłaniała lekka kawaleria, walcząc z Kozakami i Baszkirami.

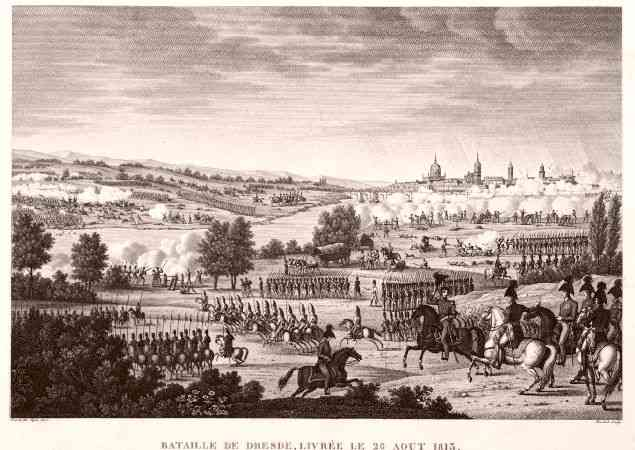
Bitwa pod Dreznem

12 września na rozkaz cesarza 13 pułk huzarów (wraz z całą brygadą) został przydzielony do francuskiego 1 Korpusu gen. Jerzego Moutona, pod którego dowództwem pozostał do końca działań.
W pierwszej dekadzie października, będąc w ariergardzie korpusu, pułk huzarów wycofywał się w kierunku Drezna.
9 października pod Pirną kapitan Antoni Kuszel zdobył 4 działa i kilkanaście wozów. Zdążając w stronę Drezna, polscy huzarzy i ułani 16 pułku starli się ponownie z Baszkirami.
Pod Dreznem huzarzy osłaniali koncentrację wojsk i odpierali ustawiczne ataki wojsk sprzymierzonych.
Huzarzy Księstwa Warszawskiego zakończyli działania bojowe 11 listopada, idąc w niewolę austriacką w wyniku kapitulacji francuskiej załogi Drezna, w której to skład wchodzili.
Pułk stoczył również bitwy i potyczki pod Mirem (10 lipca 1812), Romanowem (26 lipca 1812), Możajskiem (7 września 1812), Małojarosławcem (24 października 1812), nad Berezyną (28 listopada 1812), Hollensdorfem (14 września 1812), Peterswaldem (16 września 1812), Serem (18 września 1812), Pirną (17 września i 9 października 1812), Dreznem (13 października 1812).